# Żbik europejski (podgatunek)
Żbik europejski (Felis silvestris silvestris; w dawnej polszczyznie zdyb, zdbik) – podgatunek żbika europejskiego, ssaka z rodziny kotowatych, opisanego po raz pierwszy w 1775 roku przez niemieckiego przyrodnika Johanna Christiana Daniela von Schrebera, blisko spokrewniony z kotem nubijskim, kotem domowym i kotem stepowym (zobacz: żbik). 

## Dane
- Długość tułowia z głową: 37–90 cm
- Ogon: 21–40 cm
- Masa średnio: 3,5 kg (samice); 5 kg (samce)
- Ciąża: 63–68 dni
- Miot: 3–4 kociąt; młode dojrzewają w wieku 9–10 miesięcy
- Pożywienie: gryzonie, króliki, ptaki, płazy, gady

### Charakterystyka
Nieduży kot o gęstym długim futrze od żółtawoszarego do ciemnoszarego. Na tym tle wzór: 4-4 prążków wzdłuż głowy i karku, ciemna, niezbyt wyraźna pręga od grzbietu do nasady ogona. Na ogonie poprzeczne prążki (do 6, ale tylko 3 wyraźne). Uwaga! Prążki na ogonie nie łączą się z pręgą grzbietową - cecha odróżniająca żbika od kota domowego. Na bokach tułowia do 12 pręg poprzecznych. Uszy spiczaste, czarne opuszki stóp i żółte tęczówki. Nos cielistoczerwony.
Występuje na obszarze Europy, głównie na terenach lesistych. W Szkocji zamieszkuje obszary bezleśne, górzyste, a na obszarze śródziemnomorskim zarośla makii. Obdarzony dużymi zdolnościami adaptacyjnymi. Żbiki zostały zdziesiątkowane w okresie od XVII do XX wieku (jako szkodniki i na futro), obecnie zaczynają powracać na swe pierwotne tereny. Krzyżują się z kotami domowymi. Zwierzęta chronione w wielu państwach. W Polsce podlegają ochronie całkowitej.

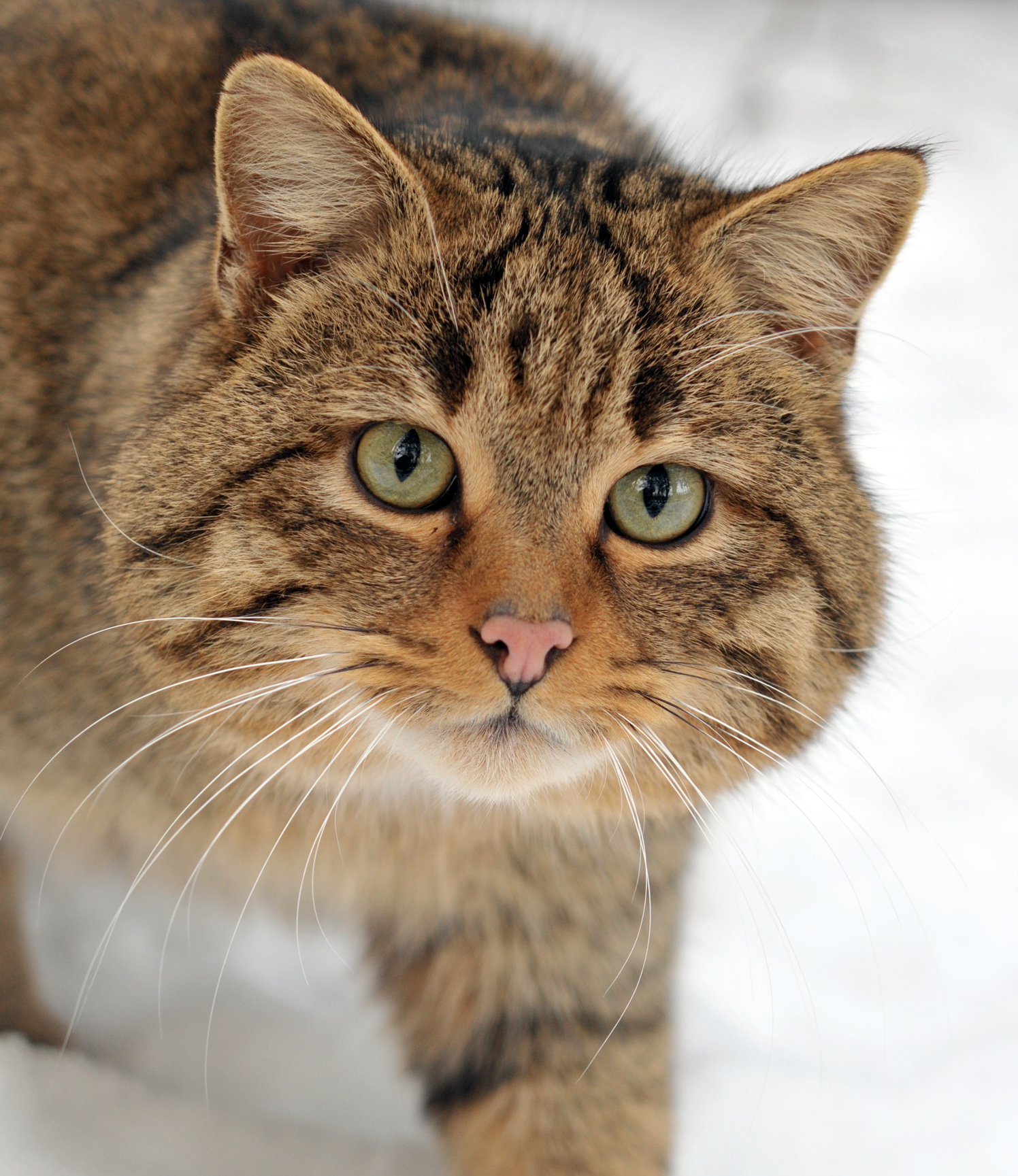